# Hyperbaena winzerlingii
Hyperbaena winzerlingii är en tvåhjärtbladig växtart som beskrevs av Paul Carpenter Standley. Hyperbaena winzerlingii ingår i släktet Hyperbaena och familjen Menispermaceae. Inga underarter finns listade i Catalogue of Life.